# 上杉龍若丸
上杉 龍若丸（うえすぎ たつわかまる、生年不詳 - 天文21年（1552年、または天文23年（1554年））は、戦国時代の人物。関東管領上杉憲政の嫡子。

## 概要
天文21年（1552年）1月、父・憲政が相模国の北条氏康に敗れ、居城の平井城から越後国の長尾景虎（上杉謙信）の元へ逃れる。龍若丸はその時、安保泰広の御嶽城にいたという。御嶽城は3月に落城し、身柄は寝返った重臣妻鹿田新助（龍若丸の乳母の夫）によって北条方へ引き渡され（平井城で捕えられたとも）、小田原あるいは伊豆国で殺されたという。享年11または13。そのため、憲政は越後国に亡命したのち長尾景虎を養子として上杉政虎と名乗らせ、関東管領の職と山内上杉家の家督を譲った。
墓所は小田原市東町戎神社向かい、伊豆市妙高山最勝禅院。特に最勝禅院は、小田原への護送中に逃亡し、伊豆国で追い詰められて自刃したという逸話の墓がある。また、このときの逸話が国士峠の名前の由来ともされている。